# IJzeren Koepel

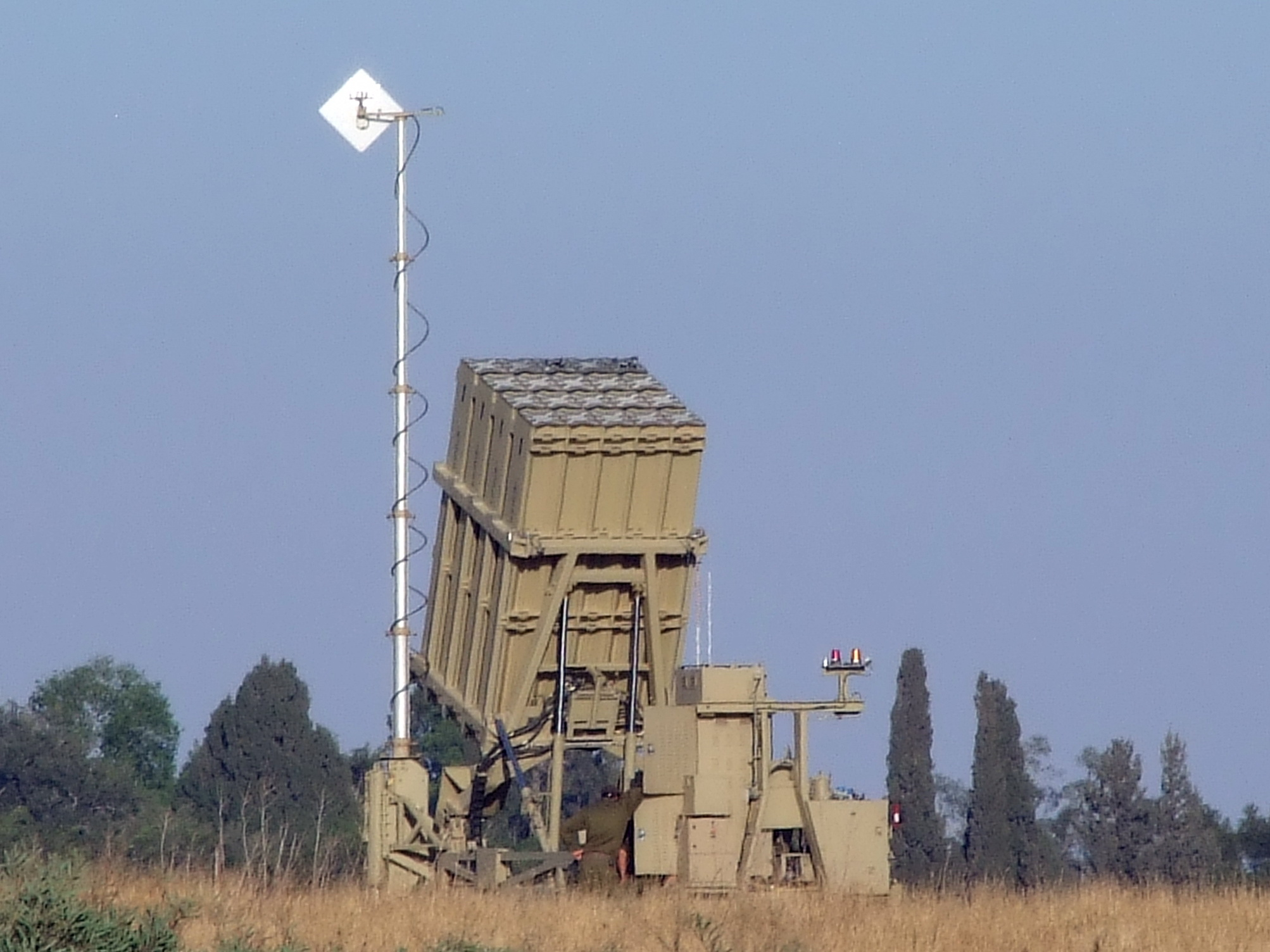
IJzeren Koepel lanceerinstallatie

IJzeren Koepel (Hebreeuws: כִּפַּת בַּרְזֶל, kipat barzel), beter bekend onder de Engelstalige naam "Iron Dome", is een raketafweersysteem van de Israëlische fabrikant Rafael Advanced Defense Systems. Het systeem is bedoeld om het Israëlisch grondgebied tegen raketaanvallen te beschermen. De Verenigde Staten waren een ondersteunende partij bij de ontwikkeling. Een verbeterde versie van het systeem, David's Sling genaamd (de Slinger van David) is nog in ontwikkeling bij Rafael en het Amerikaanse Raytheon.
Sinds juni 2022 werken Israël en Cyprus op defensief gebied nauw samen. Onderdeel daarvan is de aankoop van een IJzeren Koepel-systeem.

## Succes
Het systeem is operationeel sinds 2011 en kan een succes genoemd worden. The Jerusalem Post berichtte in maart 2012 dat sinds de IJzeren Koepel actief is meer dan 90% van de vijandelijke raketten die Israëlisch gebied zou kunnen raken uit de lucht geschoten is. Het systeem heeft een bereik van maximaal 70 kilometer en kan korteafstandsraketten en 155 mm artilleriegranaten onderscheppen. Het systeem werkt in alle weersomstandigheden.
Het systeem werd grootschalig ingezet in het conflict in de Gazastrook 2012 en in het conflict in de Gazastrook 2014. Ondanks vele raketaanvallen van Hamas was de schade relatief beperkt. Dit wordt mede verklaard omdat alleen inkomende projectielen die dreigen bewoond gebied te treffen uit de lucht worden geschoten. Het systeem heeft een massa-aanval van Iran op 14 april 2024 weten te blokkeren.
Tijdens de Iraanse vergelding voor Operatie Rijzende Leeuw in juni 2025  kon de IJzeren Koepel eerst 90% van de Iraanse raketten uitschakelen en na enkele dagen 67%.

## Nadelen
Het succes van het systeem leidt ertoe dat onderliggende problemen die leiden tot raketaanvallen onzichtbaar worden. Hierdoor neemt het belang af om naar een oplossing voor maatschappelijke problemen te zoeken.
Het aantal afweerraketten is niet oneindig en dat wordt gezien als de achilleshiel van het systeem. Vandaar dat vijanden van Israël het systeem proberen te overbelasten door zeer grote aantallen relatief goedkope projectielen zoals de lokaal geproduceerde Qassam-raketten op Israël af te schieten. Israël reageerde hierop met de ontwikkeling van Iron Beam, een op lasers gebaseerd onderscheppingssysteem, dat niet alleen veel minder kost per schot (minder dan de kosten van de te treffen raket) maar ook alleen qua af te vuren schoten niet beperkt wordt door de hoeveelheid munitie maar alleen door de hoeveelheid beschikbare energie.
Iran heeft de hypersonische ballistische grond-grondraket voor middellange afstand Fattah ontwikkeld om door de IJzeren Koepel te breken.

## Gebruikers
| Land   | Sinds                                   |
| ------ | --------------------------------------- |
| Israël | 2011                                    |
| Cyprus | Gekocht in 2022 (nog niet operationeel) |